# Karl Johann Anton von Cichin
Karl Johann Anton von Cichin (* 1723 in München; † 15. März 1793 in Wolfenbüttel) war ein deutscher Bibliothekssekretär. Er war Mitarbeiter Gotthold Ephraim Lessings an der Herzog August Bibliothek in Wolfenbüttel.

## Leben
Über Cichins Herkunft gibt es keine sicheren Quellen. Er behauptete in einem Brief vom 21. September 1756 an Herzog Karl I. von Braunschweig, er sei vom späteren Kaiser Karl VII. aus der Taufe gehoben und am kurfürstlichen Hof in München erzogen worden. Aus der Behauptung leitete sich das Gerücht her, er sei ein unehelicher Sohn des Wittelsbachers gewesen.
Er trat 1740 in den Franziskanerorden ein. Wohl durch die Konversion des Gelehrten Franz Ignatius Rothfischer beeinflusst, wechselte auch Cichin zum Protestantismus und floh 1750 aus seinem Kloster. Er lebte einige Jahre in Wittenberg und Leipzig, bevor er 1756 nach Braunschweig ging. Er studierte von 1756 bis 1758 mit einem herzoglichen Stipendium an der braunschweigischen Landesuniversität Helmstedt.
Cichin erhielt am 4. Februar 1758 eine Anstellung als Sekretär an der Herzog August Bibliothek in Wolfenbüttel, die er bis zu seinem Tod innehatte. Er diente unter den Bibliotheksleitern Georg Septimus Andreas von Praun bzw. Christian Johann Brandan Hugo, Gotthold Ephraim Lessing (1770–1781) und Ernst Theodor Langer (1781–1820). Er führte Schreibarbeiten aus, erledigte die Rechnungslegung, führte die Registratur und erarbeitete ein Verzeichnis der Leichenpredigten, das unvollendet blieb. Er fertigte in seiner langen Dienstzeit 20 Sonderkataloge an und führte das Zugangs- und Ausleihbuch der Bibliothek. Cichin war häufig verschuldet, galt als störrisch, missgünstig, geschwätzig sowie streit- und schreiblustig. Für seinen Vorgesetzten Lessing, den er verehrte und zugleich hasste, war er ein unentbehrlicher Mitarbeiter. Er hat eine Vielzahl bibliothekarischer Einzelheiten aus Lessings Amtszeit festgehalten und damit wichtiges Quellenmaterial überliefert. Nach Lessings Tod 1781 hat Cichin auf Veranlassung der Erben dessen hinterlassene Bücher und Rechnungen über mehrere Jahre gesichtet und verzeichnet.
Cichin starb im März 1793 im Alter von 69 oder 70 Jahren in seinem heute nicht mehr erhaltenen Wohnhaus in der Mühlenstraße 3 in Wolfenbüttel.